# Christian Vieri
Christian Vieri (født 12. juli 1973 i Bologna) er en tidligere italiensk fodboldspiller. Han nåede i løbet af sin karriere at spille for en lang række italienske klubber og score et højt antal mål.
Vieri havde nogle af sine mest succesrige år i Serie A-klubben Inter, hvor han i perioden 1999–2005 scorede 103 mål og to gange blev kåret til årets italienske fodboldspiller. Efter at have fået ophævet sin kontrakt med Atalanta i april 2009 valgte han at stoppe sin fodboldkarriere i en alder af 36 år.
Christian Vieri spillede på det italienske landshold i årene 1997-2005 og deltog ved 2 VM-slutrunder (1998 og 2002) og en enkelt EM-slutrunde (2004). I marts 2004 blev han valgt af Pelé til at være blandt verdens 125 bedste nulevende fodboldspillere